# Mooresboro (Caroline du Nord)

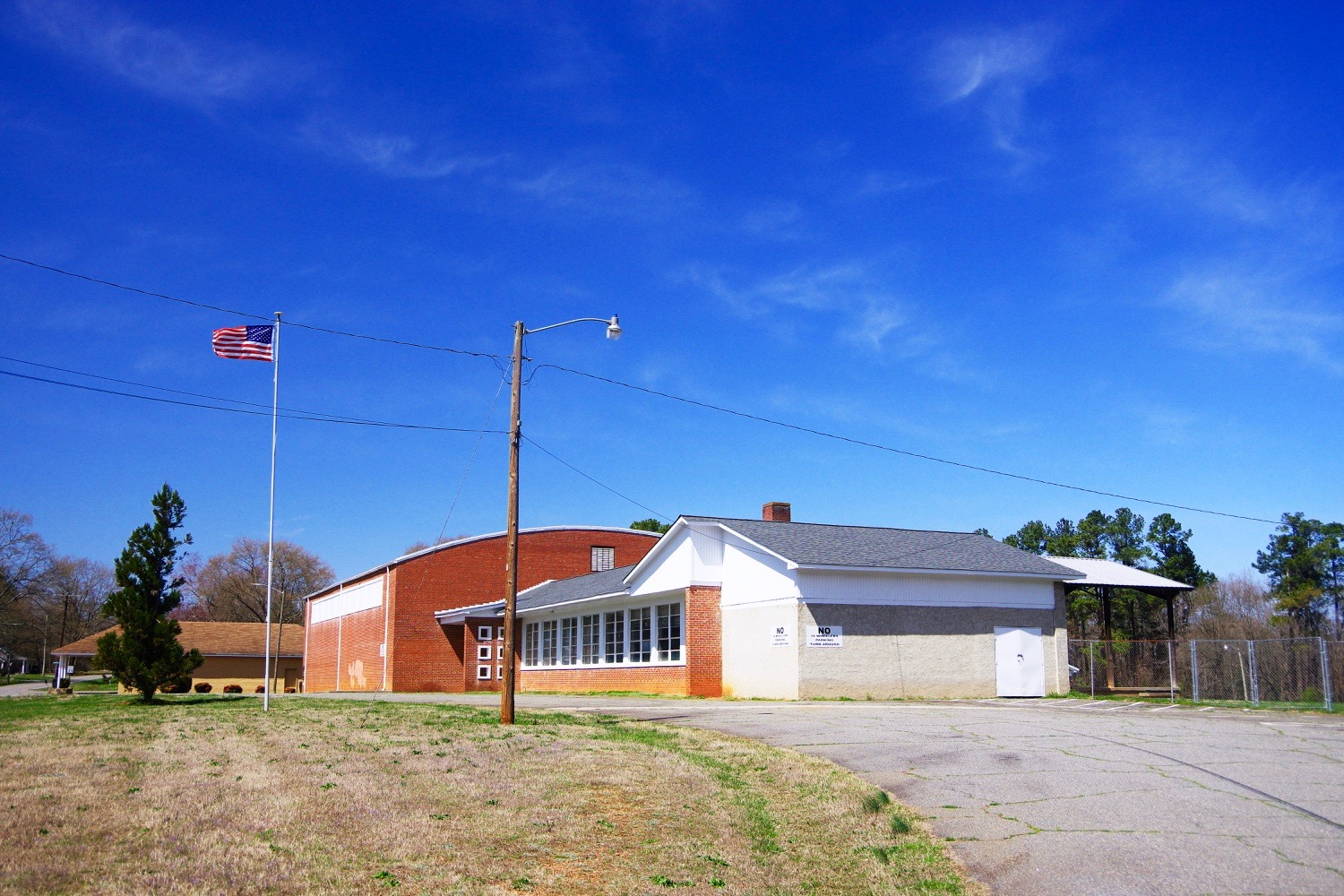
Vieux gymnase de Mooresboro

Mooresboro est une ville située dans le comté de Cleveland, dans l’État de Caroline du Nord, aux États-Unis. En 2010, sa population était de 311 habitants.

## Démographie
| 1980 | 1990 | 2000 | 2010 | - | - |
| ---- | ---- | ---- | ---- | - | - |
| 405  | 294  | 314  | 311  | - | - |

## Source de la traduction
- (en) Cet article est partiellement ou en totalité issu de l’article de Wikipédia en anglais intitulé « Mooresboro, North Carolina » (voir la liste des auteurs).